# Clymenella torquata
Clymenella torquata är en ringmaskart som först beskrevs av Joseph Leidy 1855.  Clymenella torquata ingår i släktet Clymenella och familjen Maldanidae. Arten har ej påträffats i Sverige. Utöver nominatformen finns också underarten C. t. calida.